# 三浦大地
三浦 大地（みうら だいち、1983年11月27日 - ）は、東京都出身のデザイナー。ファッションディレクター、アートディレクター、イラストレーター、プロデューサーとして幅広く活動。

## 略歴
- 東京モード学園在学1年目で「ファーストデザインコンテスト」「ジャケットコンテスト」入賞[1]。
- 2007年 フリーデザイナーとしての活動開始。
- 2008年 浜崎あゆみのデザインチームに配属。
- 2011年 SPRING&SUMMERからDOSQAのクリエイティブディレクターとしてブランドを発足。
- 2013年 PEACH JOHN CM初監督[2]。
- 2014年 テレビドラマ「ファーストクラス」第2期、最終回のショー衣装デザインを担当[3]。
- 2015年 ブランド名を「Dosqa Tokyo」へ一新。アトリエ兼サロンをOPEN。自身初の書籍「DESIGN DRAW DIRECT」を発表。この年、高橋愛がウェディングパーティでDOSQAのドレスを着用し注目を集める[4]。
- 2016年 「PLAZA 50TH ANNIVERSARY」のアートを担当[5][6]。「NATURAL HARMONY CLINIC 表参道」の内装ディレクションを手掛ける[7]。
  - 3月 サマンサタバサジャパンリミテッドと伊勢丹新宿店コラボレーション企画の総合プロデュースを担当[8]。
  - 9月10日 COACHと三浦大地のイラストコラボレーションとして、サプライズフォトブースが設置される[9]。
  - 10月 FURLA JAPANチャリティーオークションに、三浦大地がカスタマイズデザインしたFURLAのアイコンバッグが出品される[10][11]。
- 2017年3月 「FOUR SIS & CO.」グランドカタログを監修[12]。
  - 4月 日本IBMが主催する「IBM Watson Summit 2017」にて、三浦大地氏がデザインを手がけた “感情に応じてドレスの色を変化させる「コグニティブ・ドレス」” が披露される[13]。
  - 9月 東急ハンズのハロウィーン企画「HALLOWEEN IS ART!」キャンペーンの一環として、三浦大地が描くディズニーキャラクター「DISNEY COLLECTION ARTWORK by DAICHI MIURA」が販売された[14]。
  - 12月 ワコールが期間限定で開催するポップアップストアの、ウインドウアート・装飾ツール・フォトスペースのイラストを担当[15]。
- 2018年5月 三浦大地がプロデュースしたリノベーションマンションが発表される[16]。
  - 7月 CHAUMETが銀座で開催するポップアップストアの第2弾 “Inside the blue box” のイラストを担当[17]。
- 2019年1月 ディズニーストアとの共同企画「DISNEY ARTIST COLLECTION by DAICHI MIURA」を発表[18]。
  - 4月 柴咲コウの厳島神社でのライブイベント「『EARTH THE KO』Opening Ceremony」の衣装デザインを担当した[19]。
- 2020年 株式会社DANLO Inc.を設立。

## 人物
- 「Across Poland with best fashion illustration  Fall 2015 - Spring 2016」に、三浦のイラストが選出された[20]。
- STYLE HAUSにて、自身のファッション連載をしていたこともある[21]。
- DosqaTokyoのほかに、スタイリストの山脇道子と共に「MR. & MRS. CHIEF」を発足している。